# Itálie na Letních olympijských hrách 2008
Itálii na Letních olympijských hrách v roce 2008 reprezentovala výprava 333 sportovců (203 mužů a 130 žen) v 29 sportech.

## Medailisté
| Medaile | Jméno                                                                              | Sport             | Soutěž                          |
| ------- | ---------------------------------------------------------------------------------- | ----------------- | ------------------------------- |
| Zlato   | Matteo Tagliariol                                                                  | Šerm              | Muži kord                       |
| Zlato   | Giulia Quintavalleová                                                              | Judo              | Ženy 57 kg                      |
| Zlato   | Valentina Vezzaliová                                                               | Šerm              | Ženy fleret                     |
| Zlato   | Federica Pellegriniová                                                             | Plavání           | Ženy 200 m volný způsob         |
| Zlato   | Chiara Cainero                                                                     | Sportovní střelba | Ženy sket                       |
| Zlato   | Andrea Minguzzi                                                                    | Zápas             | muži, řecko-římský do 84 kg     |
| Zlato   | Alex Schwazer                                                                      | Atletika          | Muži chůze 50 km                |
| Zlato   | Roberto Cammarelle                                                                 | Box               | Muži váha supertěžká nad 91 kg  |
| Stříbro | Giovanni Pellielo                                                                  | Sportovní střelba | Muži trap                       |
| Stříbro | Ilario Di Buò Marco Galiazzo Mauro Nespoli                                         | Lukostřelba       | Družstvo mužů                   |
| Stříbro | Francesco D'Aniello                                                                | Sportovní střelba | Muži double trap                |
| Stříbro | Alessia Filippi                                                                    | Plavání           | Ženy 800 m volný způsob         |
| Stříbro | Luca Agamennoni Simone Venier Rossano Galtarossa Simone Raineri                    | Veslování         | Muži párová čtyřka              |
| Stříbro | Alessandra Sensiniová                                                              | Jachting          | Ženy třída RS:X                 |
| Stříbro | Mauro Sarmiento                                                                    | Taekwondo         | Muži 80 kg                      |
| Stříbro | Josefa Idem                                                                        | Kanoistika        | Ženy K-1 500 m                  |
| Stříbro | Clemente Russo                                                                     | Box               | Muži váha těžká do 91 kg        |
| Bronz   | Tatiana Guderzo                                                                    | Cyklistika        | Ženy silniční závod jednotlivců |
| Bronz   | Margherita Granbassiová                                                            | Šerm              | Ženy fleret                     |
| Bronz   | Salvatore Sanzo                                                                    | Šerm              | Muži fleret                     |
| Bronz   | Matteo Tagliariol Diego Confalonieri Alfredo Rota Stefano Carozzo                  | Šerm              | Družstvo mužů kord              |
| Bronz   | Valentina Vezzaliová Giovanna Trilliniová Margherita Granbassiová Ilaria Salvatori | Šerm              | Družstvo žen fleret             |
| Bronz   | Aldo Montano Luigi Tarantino Giampiero Pastore Diego Occhiuzzi                     | Šerm              | Družstvo mužů šavle             |
| Bronz   | Diego Romero                                                                       | Jachting          | Muži třída Laser                |
| Bronz   | Elisa Rigaudová                                                                    | Atletika          | Ženy chůze 20 km                |
| Bronz   | Vincenzo Picardi                                                                   | Box               | Muži váha muší do 51 kg         |
| Bronz   | Andrea Facchin Antonio Scaduto                                                     | Kanoistika        | Muži K-2 1000 m                 |